# Michel Malaguti
Pour les articles homonymes, voir Malaguti.
Michel Malaguti (27 mars 1898 à Guingamp - 14 septembre 1979 à Paris) est un général français de la Seconde Guerre mondiale.

## Biographie
À partir de novembre 1939, il commande le 41e bataillon de chars de combat. Il combat avec son bataillon pendant la bataille de France, jusqu'au 28 mai.
Il s'évade de Métropole par l'Espagne et rejoint l'Afrique du Nord. Colonel, il reçoit le commandement d'un des groupements tactiques de la 2e division blindée du général Leclerc. En conflit avec Leclerc, il quitte la division en juillet 1944 et est remplacé par le colonel Billotte.
Nommé général de brigade en novembre 1944, il reçoit en octobre 1945 le commandement de la 14e division d'infanterie jusqu'à sa dissolution en avril 1946.
Nommé général de division en novembre 1946, il commande le 1er corps d'armée d'avril à octobre 1951. Élevé au grade de général de corps d'armée en 1953, il devient inspecteur général de l'infanterie en 1955 et rejoint le conseil supérieur de la guerre l'année suivante.
Il prend sa retraite en 1959, général d'armée depuis 1957.

## Décoration
- Commandeur de l'ordre du Mérite sportif, à titre exceptionnel (1960)[8]